# Психологическая резилентность
Психологическая резилентность (или  резильентность, от англ. resilience — упругость, эластичность) — это врожденное динамическое свойство личности, лежащее в основе способности преодолевать стрессы и трудные периоды конструктивным путем. Несмотря на то, что это свойство врожденное, его можно развивать.
Данное понятие пришло в психологию из физики, где оно означает способность упругих тел восстанавливать свою форму после механического давления. Под резилентностью в психологии обозначают широко понимаемую способность сохранять в неблагоприятных ситуациях стабильный уровень психологического и физического функционирования, выходить из таких ситуаций без стойких нарушений, успешно адаптируясь к неблагоприятным изменениям.
Изучение резилентности сосредоточено на выявлении и описании характеристик личности успешных и процветающих индивидов, несмотря на жизнь в трудных условиях, то есть успешно адаптировавшихся к потенциально травмирующим событиям.
Понятие «резилентность» активно разрабатывается в позитивной психологии.

## История
Начало исследованиям резилентности как отдельной теоретической и эмпирической темы в психологии было положено в 1970-е годы и началось с изучения детской резилентности, обнаруженной у некоторых детей, чьи матери были больны шизофренией. Свидетельства того, что часть детей в группе риска, вопреки сложным и тяжёлым условиям тем не менее преуспевала, привели к нарастающему интересу и попыткам эмпирически понять индивидуальные различия реагирования на несчастья.
Одной из первых работ, посвященных резилентности, стало исследование Эмми Вернер, проведенное в 1971 году на гавайских детях. В исследовании были выделены следующие неблагоприятные факторы, по которым детей можно было отнести в группу риска: низкий социально-экономический статус семьи, психические расстройства родителей, жестокое обращение, городская нищета и общественная жестокость, хронические заболевания, катастрофические события в жизни. Э. Вернер обнаружила, что, находясь в сходных неблагоприятных условиях, две трети детей демонстрируют деструктивное поведение уже в подростковом возрасте: хроническая безработица, токсикомания, раннее деторождение. В то же время треть подростков не показывала подобного поведения. Данное исследование было посвящено поискам защитных сил и механизмов, которые отличают детей с здоровой адаптацией от тех, кто адаптировался менее успешно в сходных жизненных обстоятельствах. Впоследствии было выделено три группы фактов, влияющих на развитие резилентности: атрибуты самих детей, аспекты их семьи и характеристики социальной среды.
В 1980-х годах после публикаций работ А. Мастен; резилентность стала одной из крупных теоретических и научно-исследовательских тем в психологии.
В последние годы фокус исследований сместился с простого изучения и описания факторов резилентности, на анализ того, как эти факторы приводят к положительному результату, то есть на понимание процесса, посредством которого индивид способен преодолеть трудности . Сама концепция резилентности приобрела более глобальный характер, и если в ранних исследованиях резилентные индивиды считались «неуязвимыми», то в новых работах стало очевидно, что позитивная адаптация помимо подверженности несчастьям включает в себя и сам ход развития. Уязвимость и/или сила возникают вместе с новыми жизненными обстоятельствами.
В настоящее время резилентность рассматривается в разных контекстах, в том числе, например, в рамках бизнес-организаций. При этом выделяют не только резилентность конкретного индивида, но и системы элементов, например, резилентность семьи.
Дж. Ричардсон предположил, что историю исследования резилентности можно разделить на три этапа, которые он описал как «волны». Первая волна исследователей выявляет качества (то есть защитные факторы) лиц, которые положительно реагируют на сложные условия в их жизни. Вторая волна рассматривает резилентность в контексте борьбы со стрессорами, трудностями и изменениями. Третья волна исследователей изучает мотивацию отдельных лиц и групп, которая ведёт их к самореализации в жизни.

## Описание конструкта
Резилентность — это ответ психики на различные трудности, начиная от текущих повседневных неприятностей до важных жизненных событий. Резилентность рассматривается как процесс, а не как личностная черта в отличие от твёрдости. Понятие резилентности, по своей сути, является феноменологическим и обозначает наблюдаемые результаты, а не теоретически постулируемые процессы и механизмы, что позволяет ему выступать в качестве обобщающего понятия, разные аспекты и уровни восстановления и сохранения целостности. 

Распространено мнение, что резилентные люди не страдают от негативных мыслей и эмоций и остаются оптимистами в любой ситуации. В действительности это люди с хорошо развитыми копинговыми стратегиями, что позволяет им эффективно справляться с невзгодами и кризисами. Другими словами, резильентные люди — это люди с оптимистическими установками и преобладающими позитивными эмоциями, способные на практике находить баланс между негативными и позитивными эмоциями.
А. Мастен и коллеги выделяют три вида феноменов резилентности:
- Индивиды, подверженные риску, которые адаптировались лучше, чем можно было ожидать;
- Позитивная адаптация, несмотря на стрессовый опыт;
- Быстрое восстановление после психологической травмы.

Резилентность как качество развивается в результате взаимодействия человека со своим окружением и в конкретной социальной среде, в результате чего данное качество не может быть абсолютным или постоянным в условиях изменчивого мира.
Подход, основанный на резилентности, рассматривает жизнь как эволюционный процесс, предполагающий существование нескольких путей решения проблем. Это позволяет при дефиците одних ресурсов заменить их другими, что существенно расширяет адаптационные возможности личности.

### Модели резилентности
Существует более десятка теорий резилентности, которые отличаются по тем или иным характеристикам, однако их объединяет понимание того, что резилентность является динамическим процессом, изменяющимся во времени. Исследователи также склонны признавать способность индивида к успешной адаптации и зависимость проявления резилентности от взаимодействия конкретных защитных факторов.
Выделяют два основных вида подходов к созданию моделей резилентности:
1. Переменно-ориентированные подходы используют многомерный статистический анализ для проверки связей между степенью риска или масштабом бедственной ситуации, исходом, а также качествами самого индивида и окружающей среды, способными компенсировать или защитить человека от негативных последствий несчастий.
2. Персонально-ориентированные подходы сравнивают индивидов с разными профилями для того, чтобы понять, что отличает резилентных людей от других групп.

### Резилентность и жизнестойкость
В англоязычной психологической литературе жизнестойкость (hardiness) рассматривается как фактор психологической резилентности (resilience). Жизнестойкость, в отличие от резилентности, определяется как личностная черта, амортизирующая воздействие сильного стресса. Жизнестойкость включает в себя три компонента: вовлеченность, контроль и принятие риска
В русском языке термин «resilience» представлен в нескольких вариантах: резилентность, жизнеспособность, жизнестойкость. Последний чаще употребляется самостоятельно как конструкт, разработанный С. Мадди.
С. Мадди рассматривал феномен жизнестойкости с точки зрения целостного подхода к личности. Исследование С. Мадди и С. Кобейса продемонстрировало структуру установок и умений, способствующих превращению ситуации стресса в ситуацию проявления своих возможностей, а также  определило, что жизнестойкость — личностная характеристика,  которая является общей мерой психического здоровья человека и отражает три жизненные установки: вовлеченность, уверенность в возможности контроля над событиями, а также готовность к риску. 
- Вовлеченность (commitment) определяется как «убежденность в том, что вовлеченность в происходящее дает максимальный шанс найти нечто стоящее и интересное для личности». Человек с развитым компонентом вовлеченности получает удовольствие от собственной деятельности, в процессе которой он чувствует свою значимость, ценность.

- Контроль (control)  представляет собой убежденность в том, что борьба позволяет повлиять на результат происходящего, пусть даже это влияние не абсолютно, и успех не гарантирован. Противоположность этому — ощущение собственной беспомощности. Человек с сильно развитым компонентом контроля ощущает, что сам выбирает собственную деятельность, свой путь. Компонент контроля сходен также с категорией локуса контроля Дж. Роттера, который представляет собой склонность человека приписывать ответственность за происходящие в жизни события и результаты своей деятельности внешним силам (экстернальный, внешний локус контроля) либо собственным способностям и усилиям (интернальный, внутренний локус контроля).

- Принятие риска  (challenge) — убежденность человека в том, что всё то, что с ним случается, способствует его развитию за счет знаний, извлекаемых из опыта, – неважно, позитивного или негативного. Человек, рассматривающий жизнь как способ приобретения опыта, готов действовать в отсутствие надежных гарантий успеха, на свой страх и риск, считая стремление к простому комфорту и безопасности обедняющим жизнь личности. В основе принятия риска лежит идея развития через активное усвоение знаний из опыта и последующее их использование. Этот компонент позволяет личности оставаться открытой окружающему миру и принимать происходящие события как вызов и испытание.

С. Мадди, исходя из своих исследований, пришёл к заключению о том, что жизнестойкость — это интегральная личностная черта, которая ответственна за успешное преодоление личностью жизненных трудностей. 

### Резилентность и восстановление
В психологии принято разделять понятие резилентности и восстановления после потери или травмы. Восстановление связано с временным прерыванием нормального функционирования таким состоянием, которое характеризуется как пограничное с психопатологией, и постепенным возвращением в нормальное состояние, предшествующее травмирующему событию. Резилентность, напротив, позволяет поддерживать устойчивое равновесие, позитивно адаптироваться.

## Факторы
Исследователи выделяют несколько основных факторов, способствующих развитию и поддержанию резилентности:
1. Способность строить реалистичные планы и совершать целенаправленные действия для их воплощения в жизнь;
2. Положительная самооценка и уверенность в собственных силах и способностях;
3. Коммуникативные навыки и навыки решения проблем;
4. Способность управлять сильными побуждениями и собственными чувствами.

Описанные факторы не являются унаследованными и могут быть прижизненно развиты индивидом.
В различных исследованиях также выделяют другие факторы резилентности:
- Жизнестойкость
- Самовозвышение. Традиционно считалось, что психическое здоровье подразумевает принятие ограниченности собственных возможностей и знание негативных характеристик. Однако современные исследования показали, что нереалистичные и чрезмерно позитивные предубеждения относительно себя самого содействуют благополучию. Так, самовозвышение связано с высокой самооценкой. В то же время, оно ассоциируется с издержками: нарциссизмом и тенденцией производить негативное впечатление на окружающих.
- Репрессивный копинг. «Репроссоры» склонны избегать негативных мыслей, эмоций и воспоминаний. В отличие от жизнестойкости и самовозвышения, действующих на уровне когнитивных процессов, репрессивный копинг работает на уровне эмоционально-ориентированных процессов, например эмоциональной диссоциации.
- Позитивные эмоции и смех. В эмпирических исследованиях подтверждена связь между положительными эмоциями и резилентностью. Сохранение позитивных эмоций в период жизненных невзгод способствует гибкости мышления, снижает уровень дистресса, а также помогает индивиду восстановиться после стрессовых событий[13] . Позитивные эмоции способствуют поддержанию контактов с другими.
- Твёрдость характера, определяемая как настойчивость и увлеченность в достижении долгосрочных целей, также положительно связана с резилентностью[14].
- К внешним факторам, способствующим резилентности, относят благополучное социальное окружение: семью, в которой индивид имеет тесную связь не менее, чем с одним из её членов, и эмоционально стабильного партнера; сообщества, например, получение поддержки и советов от коллег[15].

## Развитие резильентности
Американская психологическая ассоциация в 2014 году опубликовала 10 способов развития резилентности:
1. Поддержание хороших отношений с членами семьи, друзьями и остальным окружением;
2. Избегание рассмотрения кризисов и стрессогенных событий как невыносимых проблем;
3. Принятие жизненных обстоятельств, которые нельзя изменить;
4. Постановка реалистичных целей и деятельность, направленная на их достижение;
5. Готовность предпринять решительные действия, оказавшись в неблагоприятной ситуации;
6. Поиск возможностей для самопознания после переживания потери;
7. Развитие уверенности в себе;
8. Сохранение долгосрочной перспективы и рассмотрение невзгод в более широком жизненном контексте;
9. Поддержание веры в многообещающие перспективы, позитивные ожидания и визуализация желаемого;
10. Забота о теле и духе, регулярные занятия спортом, внимание к собственным нуждам и чувствам.

Разработкой практических рекомендаций для развития резилентности занимаются в когнитивно-поведенческой терапии и рационально-эмоциональной поведенческой терапии.

## Критика
Понятие резилентности критикуется в связи с отсутствием согласия ученых относительно обобщенного определения данного психологического конструкта. Определение резилентности разными исследователями варьируется в зависимости от фокуса и задач работы.

Спорам также подвергаются индикаторы «хорошего» психологического и социального развития, особенно при исследовании резилентности в различных культурах и контекстах.

Брэд Эванс и Джулиан Рейд критикуют дискурс резилентности в связи с перекладыванием ответственности за реакцию на травмирующие события на единичного индивида, при котором умаляется роль публично скоординированных усилий, что снимает ответственность с правительства.